# Греко-скіфське городище «Чайка»
Греко-скіфське городище «Чайка» (північно-західна околиця м. Євпаторія) засноване близько середини IV століття до н. е. Херсонесом. Воно являло собою укріплене поселення і було одним з форпостів хори (сільськогосподарської території) Херсонеса. У середині II ст. до н. е. захоплене скіфами і проіснувало до середини I ст. н. е. Дослідження проводяться з 1959 року. Городище «Чайка» — пам'ятка національного значення.

## Історія дослідження
Греко-скіфське городище «Чайка» було відкрите, коли під час роботи на піщаному кар'єрі був виявлений грецький квадр — частина Північно-Східної вежі.
Знаходиться біля селища Заозерне, 7 км на південний захід від міста Євпаторія, біля табору «Променистий», алея Дружби, 23.
Основні знахідки виставлені в Євпаторійському краєзнавчому музеї. Дослідження городища були розпочаті у 1959 році під керівництвом О. М. Карасьова та І. В. Яценко, і з 1963 року стали стаціонарними і щорічними. З 1967 року працює Кримська археологічна експедиція Історичного факультету МДУ. Її керівництво з 1987 року здійснювала О. О. Попова. З 2008 року начальником експедиції є Т. В. Єгорова.

## Археологічні особливості
Виділяють три етапи розвитку городища:
- Грецький (сер. IV — сер. II ст. до н. е.)
- Пізньоскіфський (кінець II ст. до н. е. — сер. I ст. н. е.)
- Племена Салтівської культури (VIII — Х ст. н. е.)

### Грецький етап

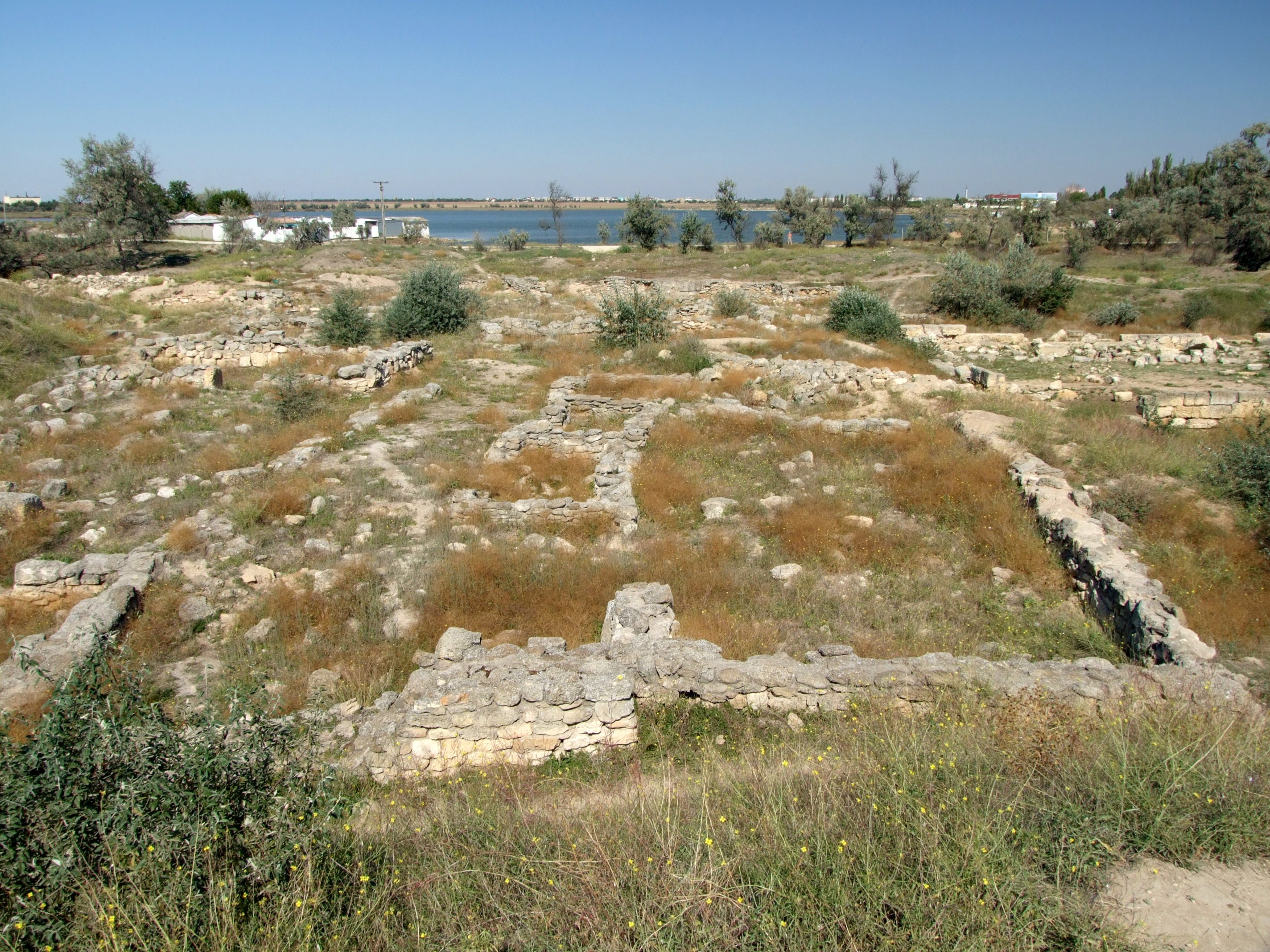
Загальна панорама городища

#### Перший період
Городище «Чайка» (назва умовна) імовірно виникає в середині IV століття до н. е. Будучи хорою Херсонесу, воно було побудоване в типовій грецькій манері. Площа городища на першому етапі його розвитку становить 5 тис. м² (100×50 м). Городище обмежене оборонними стінами з квадрів із вежами по кутах і додатковою вежею посередині східної стіни. В'їзд в городище був у західній стіні. Можлива наявність в'їзду в північній стіні, пізніше забудованого. Внутрішня забудова городища здійснювалася з сирцевої цегли на кам'яному цоколі.
На ранньому етапі свого розвитку (сер IV—III до н. е.) «Чайка», мабуть, була пунктом звезення харчів з рівнини для подальшого переправлення по морю у Херсонес. Це підтверджується наявністю 2 рядів підвальних приміщень — складів вздовж східної оборонної стіни.

#### Другий період

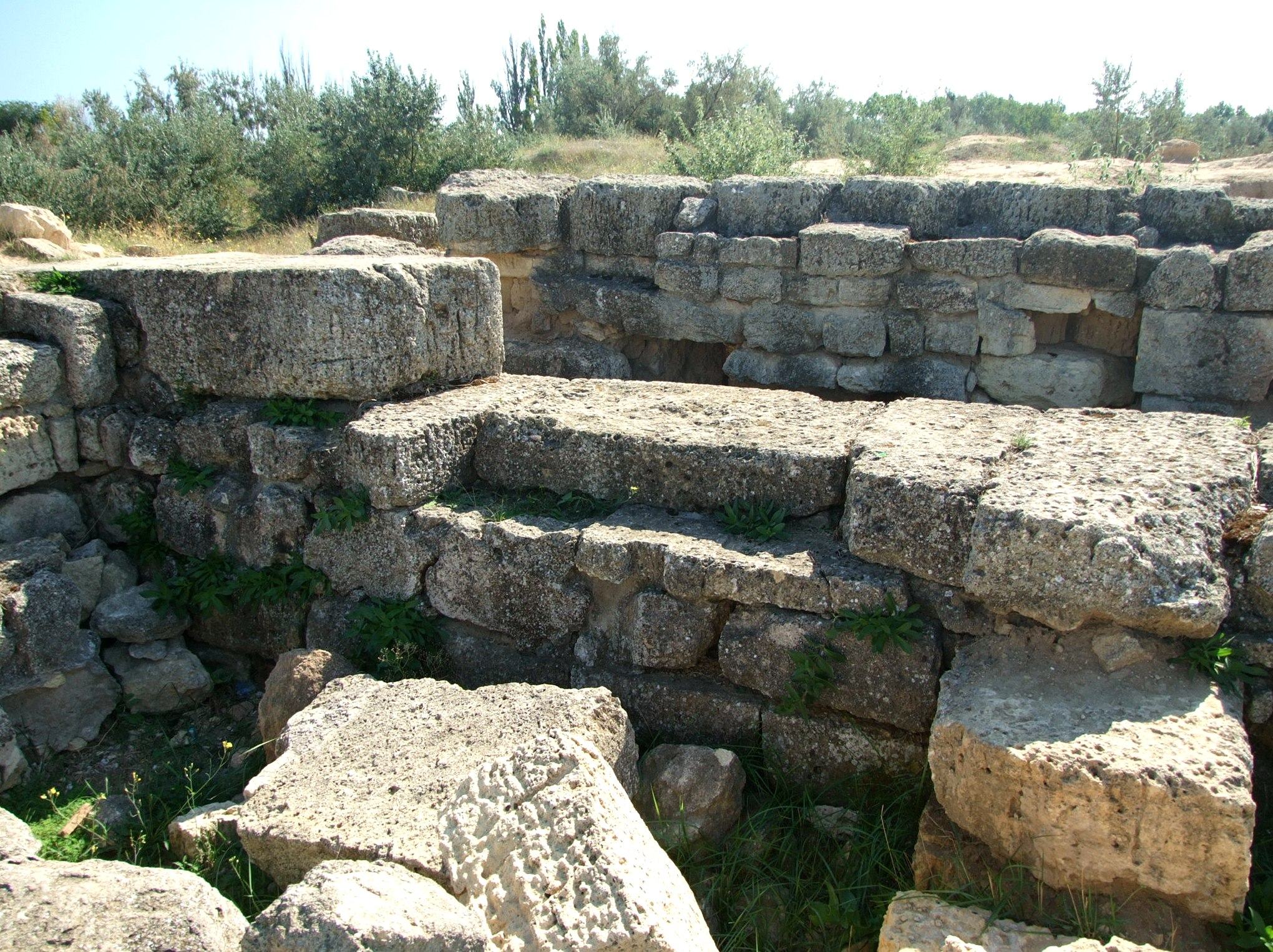
Деякі рештки городища

У III столітті до н. е. відбувається сильна пожежа, можливо викликана скіфськими набігами. Городище втрачає військово-оборонний характер, а на його території виникають окремі садиби різного господарського призначення.
- Садиба № 1 (будівля III століття до н. е.) — на думку І. В. Яценко, ця будівля належала людині, пов'язаній з каменярською справою.
- Садиба № 2 (1 — 2 чверть III століття) — мабуть була пов'язана з виноробством: в садибі знайдено кам'яний майданчик з бортиками, де чавили виноград, а також приміщення з піфосами — грецькими судинами для вина.
- Садиба № 3 — пов'язана з виготовленням сирцевої цегли, склад якої знайдений у підвалі цієї садиби.
- Садиба № 4 — виявлені залишки печей, кам'яний тарапан, зернотертки, на думку Т. В. Єгорової, садиба могла бути двоповерховою[4].

### Пізньоскіфський етап
В кінці II століття до н. е. греки залишають городище. На їх місце приходять пізні скіфи.
Виникає досить велике поселення. Споруди — з «рваної цегли», без прямих кутів. Головна вулиця була вимощена каменем. На неї виходять невеликі приміщення, можливо, торгівельні лавочки. Неподалік від городища з'являється некрополь.
Чи не пізніше середини I ст. до н. е. скіфи йдуть, з невідомих причин (немає слідів ні пожеж, ні набігів). Після відходу пізніх скіфів життя завмирає. У шарах III—IV століття н. е. археологічний матеріал трапляється дуже рідко і починає простежуватися чітко лише в V—VII століттях.

### Салтівсько-Маяцька культура
VIII століття в історії городища пов'язане з Салтівською культурою.
Простежується використання характерної «ялинки» в кладці стін. Основні знахідки — поливна то гончарна кераміка з хвилястою лінією як орнаментом.

## Знахідки
- Рельєф — бенкет Геракла
- Малий рельєф Геракл.
- Маленький вівтар.
- Жіноча статуетка (імовірно Деметри).
- Теракотове зображення Афродіти
- Афродіта Анадиомена
- Статуетка амазонки із латуні
- численна кераміка.